# Stadtkirche St. Marien (Boizenburg)

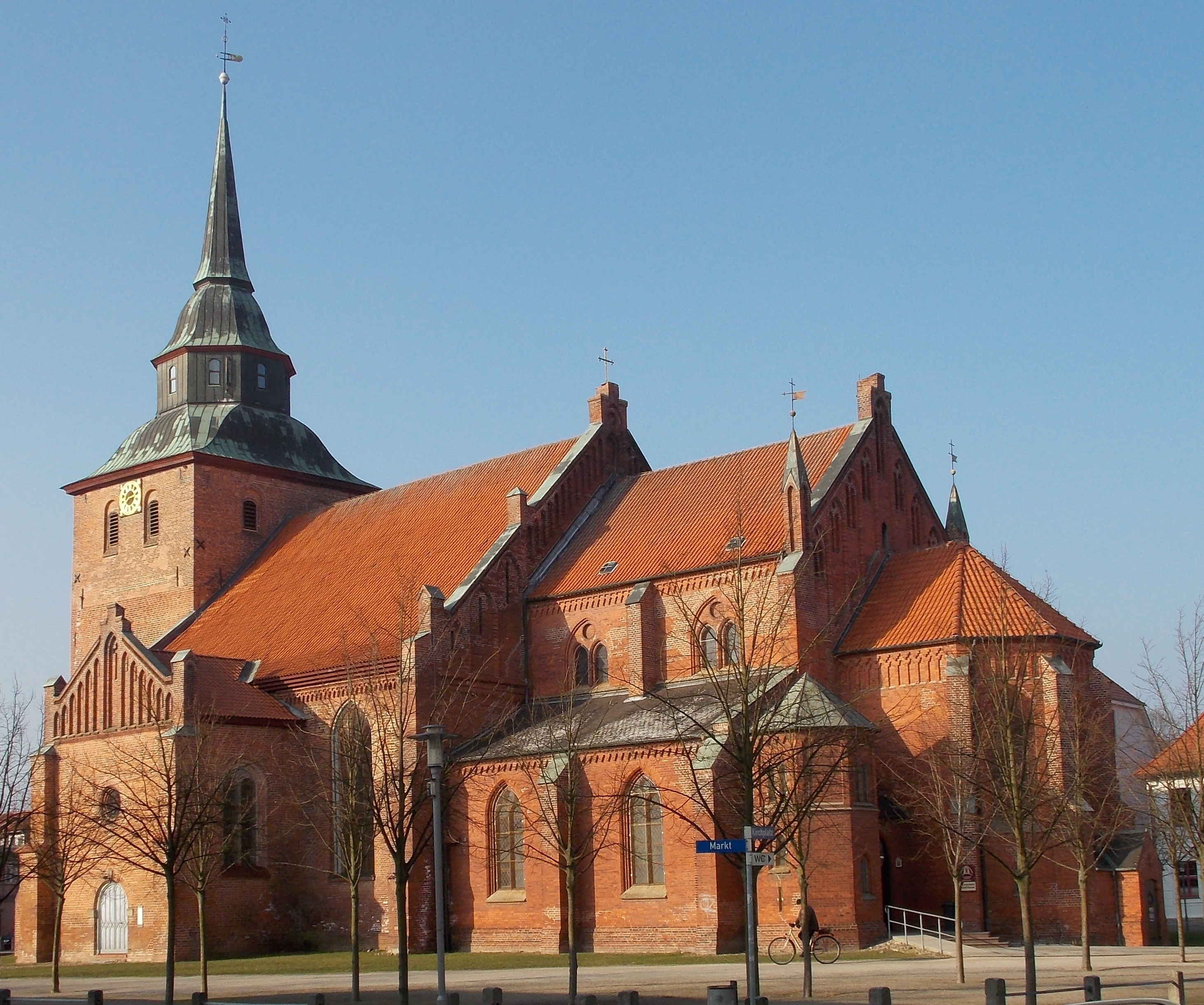
St.-Marien-Kirche Boizenburg

Die Stadtkirche St. Marien ist eine überwiegend gotische Pfarrkirche im Stadtkern von Boizenburg/Elbe unmittelbar neben dem Marktplatz und dem Rathaus. Die Kirche gehört zur Propstei Parchim im Kirchenkreis Mecklenburg der Evangelisch-Lutherischen Kirche in Norddeutschland (Nordkirche).

## Chronik

### Entstehung bis 1600
- Das Land Boizenburg (Terra Boyceneburg) gehörte seit 1154[1] zum von Heinrich dem Löwen gegründeten Bistum Ratzeburg.[2][3][4] Der Flecken Boizenburg soll zudem bereits um 1167 über eine Kapelle verfügt haben, welche auf dem heutigen Kirchplatz stand.[5][6]
- An Bedeutung gewann Boizenburg als der Ratzeburger Bischof Isfried hier im Auftrag des Papstes Coelestin III. im Juli 1195 die Streitigkeiten wegen der Schweriner Bischofswahl schlichtete. Zugegen waren außerdem der Abt des Lübecker St.-Johannis-Klosters Arnold von Lübeck, der Lübecker Domherr Hermann und die Vertreter der Streitparteien.[7][8] Der Streit zwischen dem Schweriner Domkapitel und dem wendischen Adel konnte am 14. bzw. 19. Juli beigelegt werden.[7][9]
- 1217 wurden der Boizenburger Sacerdos Rötger[10] und der Pleban Siegfried[10] urkundlich erwähnt. Zu dieser Zeit fiel Boizenburg als Pfand[11] in dänische Hände und verblieb bis 1225 unter Kontrolle des dänischen Statthalters Graf Albrecht von Orlamünde.[12]
- Über den Entstehungszeitraum der spätromanischen Kreuzkirche zu Boizenburg gibt es verschiedentliche Angaben, so werden in diesem Zusammenhang die Jahre 1217[5][6] und 1269[13][14][15] erwähnt. Ein Ablassbrief von 1295[16] bestätigt dann das Vorhandensein der Pfarrkirche zu Boizenburg. In diesem Brief wurden zudem erstmals die Patrone der Kirche genannt, die heilige Maria und der heilige Apostel Jacobus.
- In einer Urkunde[17] des Grafen Nikolaus II. aus dem Jahr 1301 wird das St.-Georgen-Spital zu Boizenburg erwähnt, welches zu damaliger Zeit außerhalb der Stadt stand. Aus dieser Einrichtung ging später das Armenhaus St.-Jürgen bzw. das Stift St.-Jürgen hervor.[18][19]
- Zum weiteren Aufbau der Kirche in Boizenburg trug auch die Vikarie des Ritters Heinrich von Sprengel aus dem Jahr 1328 bei. Am 10. April 1328 bezeugte die Witwe des Ritters im Beisein des Boizenburger Priesters Johann von Tarnewitz und des Knappen Segeband von Oedem die Widmung der Vikarie.[20] In den folgenden Jahren kamen weitere Stiftungen zu Gunsten der Kirche hinzu, 1335 die Flöker'sche Vikarie[21] und 1370 die Vikarie der Familie von Moltke.[22]
- Eine päpstliche Urkunde aus dem Jahr 1331 gibt Auskunft über den in dieser Zeit in Boizenburg dienenden Pfarrherrn. In der Urkunde vom 2. Mai 1331 wurde dem Rektor der Pfarrkirche Boizenburg Bertram Cremon von Papst Johannes XXII. zu Avignon die Anwartschaft auf ein geistliches Lehn ohne Seelsorge verliehen.[23] Vor seiner Ernennung zum Pfarrherrn von Boizenburg war Bertram Cremon Domherr in Hamburg. Nach seiner Boizenburger Zeit trat er als Kaplan des Grafen Johann III. von Holstein-Kiel in Erscheinung.[24] Im Jahr 1350 wurde Bertram Cremon schließlich zum Bischof von Lübeck gewählt.
- 1335 verfügte die Kirche nunmehr über vier Altäre, an denen die Priester Johannes, Hildebrand, Johannes Aurifaber und Ludolf den Gottesdienst zelebrierten.[25]
- Das Domkapitel zu Hamburg verlieh am 19. Dezember 1336 dem Boizenburger Pfarrer und ehemaligen Domherrn zu Hamburg Bertram Cremon eine Rente, welche aus der Präbende des Dorfes Bargteheide errichtet wurde.[26]
- Im November 1358 wurde die Kirche zu Boizenburg und die in ihren Besitz befindlichen Kirchhufen von Steuern, Diensten und Auflagen befreit.[27] In der von Herzog Albrecht III. unterzeichneten Urkunde wird auch der Boizenburger Prediger Heinrich von Gryben erwähnt.
- 1378 erweiterten die Brüder Heinrich und Hermann von Boizenburg ihre Vikarie zugunsten der Boizenburger Kirche, zudem unterstützten sie den Bau des Altars von St. Peter und Paul im erheblichen Umfang.[28]
- Der Ratzeburger Bischof Detlef bestätigte im Juli 1400 die Schenkung eines Hauses durch den Boizenburger Priester Heinrich Dassemann, welches die Sprengel'sche Vikarie zu Gunsten der Kirche Boizenburg erweiterte.[29]
- 1501 verfügten die Herzöge Magnus II. und Balthasar zu Mecklenburg die Entrichtung von vier Schillingen für das Läuten der Boizenburger Kirchglocken im Todesfalle. Den verstorbenen Armen sollte jedoch unentgeltlich nachgeläutet werden.[30]
- Boizenburgs Pfarrkirche war bekanntlich Teil der römisch-katholischen Kirche, erst mit der Reformationsbewegung hielt der evangelisch-lutherische Glauben Einzug. Der Übergang vollzog sich allerdings nicht immer friedlich. So berichtete der Ratzeburger Bischof Heinrich III. im Februar 1520 den Mecklenburger Herzögen von der schweren Misshandlung eines Mönches in Boizenburg.[31] Die erste lutherische Predigt hielt Priester Johan Crutzeman im Jahr 1534.[32] Er wurde daraufhin von der päpstlichen Obrigkeit versetzt. Als erster lutherischer Prediger wird Johannes Wesken benannt. Der Zutritt zur Kirche und die Predigt in ihr wurden ihm jedoch anfangs verwehrt. In der Zeit um 1541 gab es noch zahlreiche einflussreiche päpstliche Anhänger. Daher musste Prediger Wesken[32] auf dem Kirchhof unter einer Linde seine Predigt abhalten.[33]
- Während der Kirchenvisitation von 1535 wurden in Boizenburg Wiedertäufer angetroffen.[34] Die Wiedertäufer galten als Anhänger einer Irrlehre und unterlagen der Verfolgung durch die Obrigkeit.
- 1553 visierten der lutherische Theologe Johannes Aurifaber und der lutherische Superintendent Johann Ribling die Kirche und Pfarre zu Boizenburg.[35] Im selben Jahr übernahm der Theologe Ägidius Faber die Pfarre in Boizenburg und ersetzte hier den schwer erkrankten Pfarrer Johan Crutzemann.
- Neben der St.-Marien-Kirche befanden sich 1579 noch zwei weitere Kapellen innerhalb des Stadtgebietes, die St.-Annen-Kapelle und die Heilig-Kreuz-Kapelle. Außerhalb der Stadtmauern standen hingegen die St.- Gertrud-Kapelle, die St.-Jürgen-Kapelle und die St.-Habundus-Kapelle. Die St.-Marien-Kirche verfügte in dieser Zeit über elf Altäre,[36] wobei diese größtenteils schon im frühen Mittelalter vorhanden waren.

### 1600 bis 1800
- Der Dreißigjährige Krieg brachte viel Leid über das Land. Auch die Boizenburger Kirche wurde in Mitleidenschaft gezogen. So explodierte Ende Juli 1627 das auf dem Kirchhof gelagerte Schießpulver[37] und zerstörte das nebenstehende Gotteshaus nahezu vollständig, nur Pfeiler und Grundmauer blieben stehen. Am 9. August eroberten die kaiserlichen Truppen[38] des Heerführers Tilly die Stadt und setzten das von den abziehenden Dänen und Schotten begonnene Zerstörungswerk fort. Die noch erhaltene Ausstattung wurde zerstört und die in der Kirche befindlichen Gräber geschändet. In den darauffolgenden Jahrzehnten war Boizenburg ohne nutzbaren Kirchbau. Erst 1657 konnte der Wiederaufbau beginnen, welcher unter der Leitung des französischen Architekten und Bildhauers Charles Philippe Dieussart vollzogen wurde. Den Abschluss des Wiederaufbaues bildete der Einbau einer Orgel im Jahr 1677, genau 50 Jahre nach ihrer Zerstörung.
- Der Kirchbau wurde in der Nacht zum 16. Oktober 1709 infolge des Stadtbrandes erneut zerstört. Dem Brand fiel auch die von Pastor Balthasar Christian Brandenburg (1662–1701) angelegte Bibliothek zum Opfer, welche zahlreiche wertvolle Schriften enthielt.[39] Im Jahr 1711 sollte dann der Wiederaufbau der Kirche beginnen, entsprechendes Bauholz war bereits angeliefert worden. Der Stadt fehlten jedoch die notwendigen Geldmittel und auch vom Schweriner Herzog war zu dieser Zeit keine Hilfe zu erwarten.[40] So wurde der Wiederaufbau zurückgestellt und das bereits angelieferte Bauholz verschwand in den nächsten Jahren. Die Boizenburger Glaubensgemeinde war nunmehr gezwungen ein vom Stadtbrand verschontes hochgiebeliges Haus am Bollenberg zu nutzen.[41]
- Erst 1717 konnte unter der Aufsicht des herzoglich-mecklenburgischen Ingenieur-Kapitäns Christian Friedrich Leberecht von dem Knesebeck der Wiederaufbau beginnen. Ingenieur-Kapitän von dem Knesebeck leitete den Wiederaufbau bis zu seinem Tode im Jahr 1727. An den Beginn des Wiederaufbaues erinnert die über dem Nordportal eingelassene Steintafel mit Inschrift: TEMPLUM ANNO MDCCIX EXUSTUM PIISSIMIS AUSPICIIS • DMI:DMI:CAROLI LEOPOLDI·D·R·M ANNO MDCCXVII REDINTEGRATUM.
- Während des Wiederaufbaues kam es zu manchem Konflikt. So beschäftigte sich 1718 das obere Kirchengericht zu Rostock mit einem Fall aus Boizenburg. Kirchenvorsteher Arnold Petersen hatte für den Wiederaufbau der Kirche 147 Reichstaler bereitgestellt, die aber eigentlich der Herzoglichen Renterei zustanden. Infolgedessen wandte sich der Schweriner Küchenmeister Johann Brandt, dem die Geldmittel nun fehlten, an das obere Kirchengericht in Rostock.
- 1754 fand die bauliche Wiederherstellung der Kirche ihren Abschluss.
- Am 18. Februar 1759 fand der Horster Gutsbesitzer Johann Baptista Mutzenbecher (1691–1759), ehemaliger Syndicus und Magnifizenz im Hamburger Senat und Kirchenjurator, in der Kirche zu Boizenburg seine letzte Ruhe. Johann Baptist Mutzenbecher gilt als einer der Stifter der spätbarocken Altar- und Kanzelausstattung der Kirche. Mutzenbecher war bis 1725 im Senat der Hansestadt Hamburg tätig und dort für die diplomatischen Beziehungen zu Russland, Schweden und Polen zuständig.[42] Nach einer tätlichen Auseinandersetzung mit einem Bürgermeister gab er seine dortige Stellung auf.
- Der Kirchhof musste im Jahr 1777 in Ermangelung freier Grabplätze geschlossen werden. Die Gemeinde verlegte daher den Friedhof im selben Jahr vor die Stadt, an einen Platz dessen Zentrum der Tannenberg[43] bildete. Am 1. Mai 1778 wurde die erste Beisetzung vollzogen. Von dieser Kindesbestattung zeugt eine erhaltene Holztafel mit Inschrift. Nachdem die Gemeinde den neuen Friedhof nunmehr nutzen konnte, folgte auf herzogliche Weisung die Umgestaltung des alten Kirchhofes zu einer parkähnlichen Anlage. An den jahrhundertealten Kirchhof und seine Grabanlagen erinnert heute nichts mehr.
- Die letzte Bestattung innerhalb der Kirche wurde 1779 ausgerichtet. In dem Jahr fand die Witwe des Kirchenrates Hinrich Johann Siegfried Koch[44] nach landesherrlicher Genehmigung im Grab ihres Mannes ihre letzte Ruhe.[45] Einige der in der Kirche befindlichen Gräber mussten in den folgenden Jahren verfüllt werden, da sie aufgrund ihres schlechten baulichen Zustandes eingefallen waren.[46]
- 1788 wurde auf dem Friedhof eine barocke Aussegnungskapelle errichtet. Sie wurde von Sophia Elisabet Regass auf testamentarischen Wunsch ihres Mannes gestiftet. Der kleine Fachwerkbau wurde auf einem Feldsteinsockel errichtet und schließt oben mit einem Mansarddach ab. Die Bekrönung bildet eine offene Laterne. Im selben Jahr erhielt die Stadtkirche auch eine neue Orgel, deren Einweihung am 28. Oktober 1788 den Abschluss des Jahrzehnte währenden Wiederaufbaues bildete.[47]

### 1800 bis 1945
- 1804 wurden die langwierigen Arbeiten am Kirchturm vollendet. Im selben Zeitraum erhielt der Turm die noch heute weithin sichtbare Wetterfahne mit Turmkugel.[40]
- Während der Befreiungskriege wurde Boizenburg mehrfach von französischen Truppen besetzt. Die Einwohner mussten infolgedessen die Soldaten mit Lebensmitteln versorgen und Unterkünfte bereitstellen. Anfang April 1813 wurde die Kirche in ein behelfsmäßiges Lazarett umfunktioniert. Nur so war es möglich, die Vielzahl der bei Lüneburg gefangen genommenen französischen und sächsischen Soldaten zu versorgen. Auch ihr Anführer General Joseph Morand wurde schwer verletzt nach Boizenburg verbracht. Er wurde allerdings im Haus des Bürgermeisters versorgt, wo er am 5. April 1813 verstarb. Die notdürftig versorgten Franzosen und Sachsen mussten kurze Zeit später die Kirche räumen und wurden nach Berlin abtransportiert. Von 1815 bis zu seinem Tod 1843 war Carl Riemann (1785–1843) Pastor der Stadtkirche und Präpositus.
- Die 1860er Jahre gingen mit umfangreichen Umbaumaßnahmen einher. So wurde der Gebäudekörper und die Inneneinrichtung im neugotischen Stil gestaltet. Die Kirchweihe vom 22. Oktober 1865 bildete den Abschluss der Neugestaltung.
- Die Wirrungen der beiden Weltkriege und der gesellschaftlichen Umbrüche überstand der Kirchbau weitestgehend unbeschadet. Während der Zeit des NS-Regimes geriet die Boizenburger Gemeinde jedoch ins Visier der Justiz. So wurden die Boizenburger Pastoren Hans Werner Ohse und Christian Berg im Jahr 1934 wegen Beleidigung des Staates[48] angeklagt.[49] Der Anklage war u. a. die Kritik an der Sportpalastrede vom 13. November 1933[50] und eine darauf folgende verbale Auseinandersetzung mit dem NSDAP-Mitglied Karl Große-Frehse,[51] der zudem Kirchengemeinderatsmitglied war, vorausgegangen, in der Pastor Ohse deutliche Kritik am Regime äußerte.[48][52] Daraufhin durchsuchte die Politische Polizei am 22. November beide Pfarrhäuser, in denen man zum Leidwesen der Pastoren, die zudem Mitglieder im Pfarrernotbund[53] waren, regimekritische Rundschreiben fand.[48] Ohse wurde In dem vom 10. bis 15. Juni 1934 stattfindenden Schweriner Sondergerichtsprozess zur Zahlung einer Geldstrafe in Höhe von 1000 Reichsmark verurteilt, Pastor Berg wurde hingegen eine Geldstrafe von 750 Reichsmark auferlegt.[48][54] Im Rahmen der von Adolf Hitler verkündeten allgemeinen Amnestie vom 2. August 1934[53] wurde die Strafe am 14. August wieder aufgehoben. Die Konsequenzen für die beiden Pastoren waren trotzdem empfindlich, sie wurden auf Veranlassung des Landeskirchenführers Walther Schultz aus dem Dienst in Boizenburg entfernt. Die zunehmende Einflussnahme der Nationalsozialisten auf die evangelische Kirche hatte auch Auswirkungen auf das Gemeindeleben in Boizenburg. So verließ Steinmetzmeister Albert Reder, ein langjähriges Mitglied des Boizenburger Kirchgemeinderates und Weggefährte von Maximillian Preibisch, wegen dieser Umstände 1933 den Kirchgemeinderat.[55] Von 1937 bis 1939 übernahm Pastor Georg Friedrich Erich Schultze (1885–1951) das Pastorenamt in Boizenburg.[56] Schultze war Mitglied der NSDAP, in der er sich seit der Machtergreifung der Nationalsozialisten auch als Ortsgruppenleiter betätigte.[57] Er sah es als seine Aufgabe an, NSDAP und Kirche zueinanderzuführen, wie er den Boizenburger Gemeindemitgliedern am 9. März 1937 unmissverständlich mitteilte.[57]

### 1945 bis 1990
- Während der Nachkriegszeit und der Zeit nach Gründung der DDR kam es häufig zu politischen Auseinandersetzungen zwischen Kirche und Staat,[58] wodurch auch das Gemeindeleben in Boizenburg beeinflusst wurde.
- In den Jahren 1978 und 1979 wurde im Rahmen eines vom Ministerrat der DDR genehmigten Sonderbauprogramms[59] das Turmdach mit Mansfelder Kupfer neu eingedeckt und die Außenfassade erneuert. Dank der finanziellen und materiellen Hilfe der westdeutschen evangelischen Kirche konnte der fortschreitende Verfall des Kirchbaus aufgehalten werden.
- 1985 erhielt der alte Chor- und Altarraum den heute vorhandenen gläsernen Einbau, welcher vom Architekten Hartung entworfen wurde. Der Einbau dient seither als Gemeindezentrum und beheizte Winterkirche.
- Im Herbst 1989 nahte der Zusammenbruch des politischen Systems der DDR. Die Stadtkirche wurde nunmehr zum Treffpunkt der Boizenburger Oppositionellen.[60]

### 1990 bis heute
- Nur wenige Jahre später wurde die Marienkirche Boizenburg erneut Ort des friedlichen Protests. Im August 1995 traten Bürgermeister Uwe Wieben, SPD-Politiker Till Backhaus sowie der Chefarzt des Johanniter-Krankenhauses Boizenburg wegen der gescheiterten Finanzierung eines neuen Krankenhauses in der Kirche in den Hungerstreik.[61][62]
- 1997 begannen umfangreiche Sanierungsmaßnahmen. So wurden die Gewölbeausmalungen erneuert und der Turmraum restauriert.
- 2005 begann die Sanierung des Westanbaues. Dach und Außenfassade wurden instand gesetzt und der Innenraum neu gestaltet. Im Innenraum wurde daraufhin eine kleine Taufkapelle eingerichtet. In selbiger Zeit konnte auch das restaurierte Schlagwerk der Turmuhr wieder in Betrieb genommen werden.[63]
- Auch das Umfeld der Kirche wurde neu gestaltet. So fällte man 2008 die über 220 Jahre alten Lindenbäume und ersetzte sie im darauffolgenden Jahr durch junge Lindenbäume.[64] Die aus dem Jahr 1892 stammende Einfriedung des Kirchplatzes[65] blieb jedoch unverändert.

## Kirchengebäude

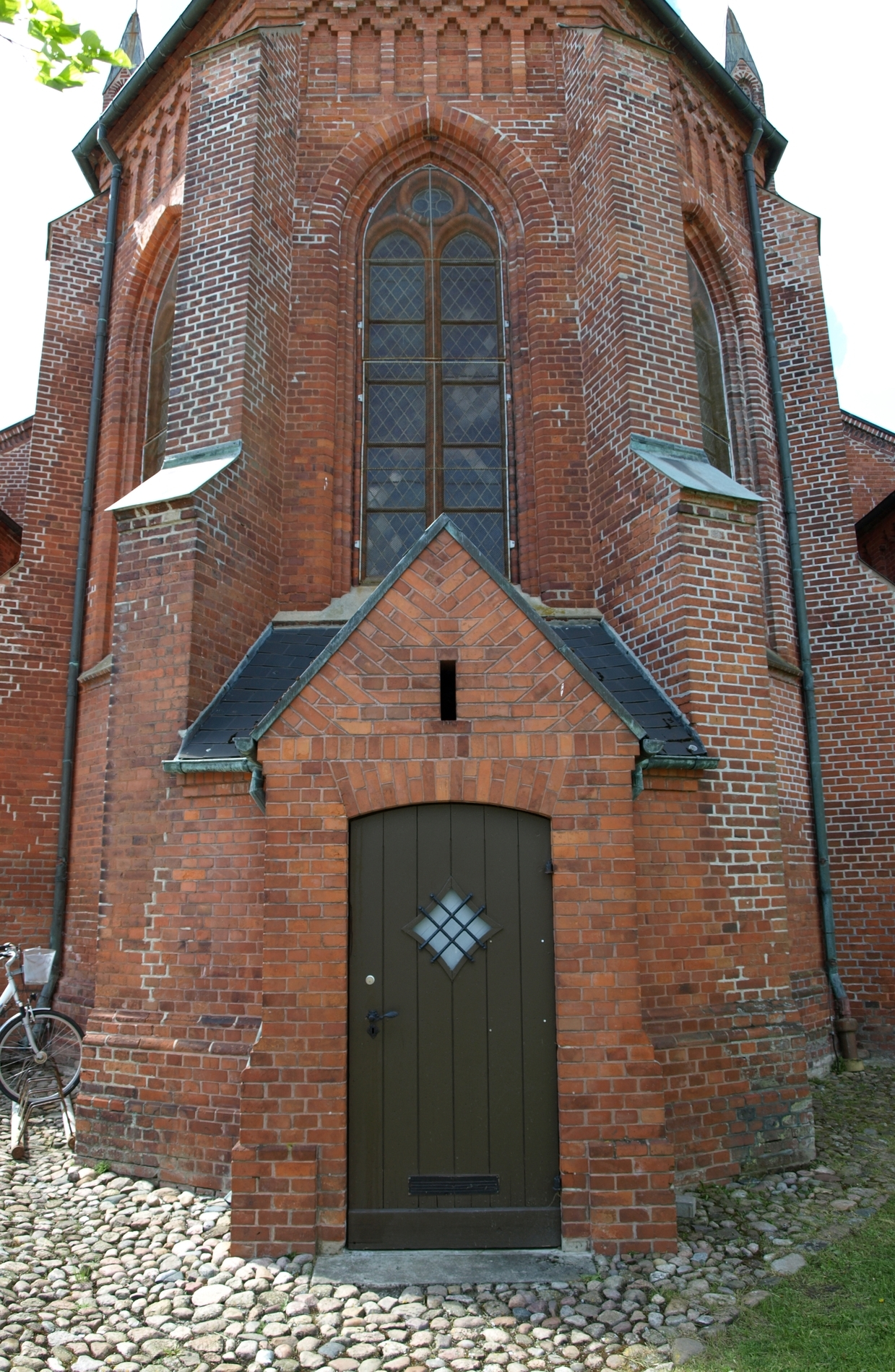
Polygonaler Abschluss des Erweiterungsbaus von 1864

Die heutige dreischiffige evangelische St.-Marien-Kirche ist eine Backsteinhallenkirche, welche an der höchsten Erhebung der Stadt neben dem Marktplatz errichtet wurde. Die Ursprünge des Baus sind noch romanisch. Im Kern ist sie ein langgestreckter rechteckiger Feldsteinbau aus dem 13. Jahrhundert stammend, der vielfach verändert wurde, so dass die gotischen Bauelemente überwiegen.
Die Kirche wurde innerhalb von einhundert Jahren gleich zweimal zerstört. Während der erste Wiederaufbau von 1657 bis 1679 die Kirche im alten Glanz erstrahlen ließ, vollzogen sich während des Wiederaufbaues von 1717 bis 1754 tiefgreifende Veränderungen am Baukörper. So wurden die Reste der mittelalterlichen Seitenkapellen am Turm abgerissen, eine jener Maßnahmen die auf den Kirchenbaugrundsätzen des Schweriner Hofbaurates Leonhard Christoph Sturm beruhten. Auch die den Kirchenraum erweiternden Anbauten der Nord- und Südseite sind Zutaten des Wiederaufbaus.
Es finden sich zudem neugotische und romanisierende Anbauten, die im Zuge der Umbaumaßnahmen von 1860 bis 1865 hinzukamen. In selbiger Zeit wurde auch der alte baufällige Feldsteinchor abgebrochen. Der alte Chor wurde daraufhin von einem basilikalen dreischiffigen Erweiterungsbau ersetzt. Im Inneren wurden die im 18. Jahrhundert hinzugekommenen Nord- und Südanbauten zum Schiff hin vermauert, so dass aus dem nahezu quadratischen Zentralbau wieder ein Langbau entstand. Die Entwürfe für den Umbau lieferte der mecklenburgische Architekt Theodor Krüger.
Die Kirche ist mit einer Vielzahl von gotischen Spitzbogenfenstern versehen. Bemerkenswert hier die hohen Lanzett-Drillingsfenster des Hauptschiffs. Ebenso finden sich mehrbahnige rundbogige Fenster, die dem romanischen Stil folgen. Die farblose Verglasung der spitz- und rundbogigen Fenster wird vom Verbleiungsmuster in Rautenform dominiert. Im Gegensatz dazu finden sich über den Eingangsportalen des Nord- und Südanbaus große blau verglaste Rosenfenster.
Unterhalb der Dachtraufe ist das mehrschiffige Langhaus der Kirche mit Frieselementen unterschiedlicher Ausprägung verziert. In die Giebel des Langhauses und der Anbauten wurden zudem spitzbogige Blendnischen als Schmuckelemente eingearbeitet.
Satteldächer und Pultdächer bilden den oberen Abschluss, welche mit roten Dachziegeln eingedeckt wurden.

### Turm
Die Kirche erhielt während des Wiederaufbaues, der 1717 begann, einen viergeschossigen vorgesetzten Westturm. Der Turm erhielt nach dem Abbruch der alten Seitenkapellen mehrfach gegliederte Stützpfeiler.
Eine Besonderheit stellt die imposante barocke Turmhaube dar. Aus dem quadratischen Grundriss des Turms formt sich eine achtseitige Laterne, von der aus man eine gute Aussicht über die Stadt und die Elbtalaue hat. Die Turmspitze krönt eine Turmkugel mit verzierter Wetterfahne und aufgesetztem Kreuz, die 1804 dort ihren Platz fanden.
1859 erhielt der Kirchturm die noch heute vorhandene Turmuhr mit Schlagwerk. Der Turm verfügt zudem über eine Sonnenuhr. Sie befindet sich an der Südseite und ist dort an einem der äußeren Stützpfeiler befestigt.
Das Dach des Turmes war mit Schieferschindeln bedeckt. Erst Anfang der 1980er Jahre erhielt der Turm seine noch heute vorhandene Bedeckung aus Kupfer.

## Innenausstattung und Ausgestaltung

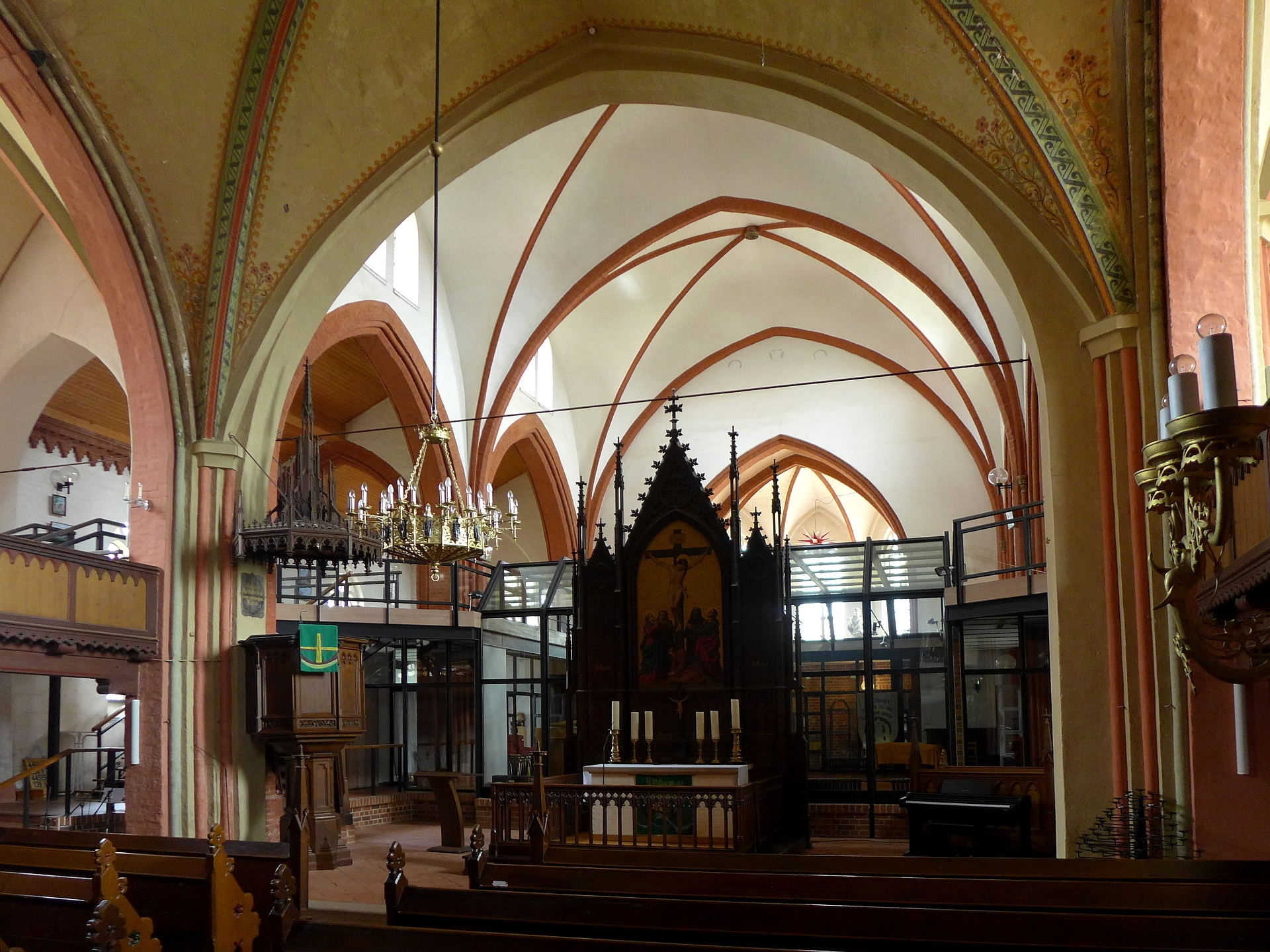
Neogotischer Altar

In der mittelalterlichen Kirche waren neben dem Hauptaltar noch elf weitere Altäre vorhanden, dies geht aus einem Kirchenvisitationsprotokoll des Jahres 1579 hervor. Die aus dem Mittelalter stammende Innenausstattung der Kirche hat die Zerstörungen von 1627 und 1709 nicht überdauert. Nur wenige Ausstattungsgegenstände aus dieser Zeit sind erhalten, darunter ein prachtvolles Antependium. Die heutige Inneneinrichtung wurde erst nach dem Wiederaufbau von 1717 eingebracht.
Im Inneren hat die Kirche ein neugotisches Kreuzrippengewölbe. Die farbliche Gestaltung der Ansichtsflächen im Innenbereich orientiert sich am strahlenden Weiß, mit roten und grünen Pastelltönen. Das Kreuzrippengewölbe wurde an den Kreuzrippen mit Ornamentbändern und Schablonenmalerei verziert, die sich bis zum Schlussstein fortsetzen. Bemerkenswert die bildliche Darstellung einer Sonne auf dem Schlussstein, in deren Zentrum das Auge die Allgegenwart Gottes symbolisiert. Der Gewölbeansatz ist zudem aufsteigend mit aufwendiger Blumen- und Rankenmalerei verziert.
Während des Umbaues von 1860 bis 1865 wurden die gesamten barocken Einbauten, wozu auch das Schiffergestühl und das Ratsgestühl gehörte, entfernt.
Die gesamte sakrale Ausstattung des heutigen Gotteshauses folgt dem neugotischen Stil der 1860er Jahre. In den beiden Seitenschiffen finden sich die neugotischen hölzernen Einbauten der Patronatslogen.
Erwähnenswert auch das eindrucksvolle Ölgemälde des Reformators Martin Luther auf der Nordempore. Eine Gedenktafel auf der Südempore erinnert hingegen an die Gefallenen der Befreiungskriege und des Deutsch-Französischen Krieges von 1870/71.
Zur Einrichtung gehört auch das steinerne Taufbecken, dessen Sockel mit neugotischer Malerei verziert wurde.

### Altar

#### Mittelalter
In der Kirche des Mittelalters beherbergte der Chor den Hochaltar. Er war der Gottesmutter Maria und dem Apostel Jakobus geweiht. Am Übergang vom Chor zum Laienschiff befand sich hingegen der Laienaltar, mit dem Bild des gekreuzigten Jesus. An den Seiten des Schiffes fanden sich die zwölf Nebenaltäre, die weiteren Heiligen und Aposteln gewidmet waren. Bemerkenswert war das Marienbild auf dem Marienaltar, mit seinen vierzehn Mänteln, die mit silbernen und goldenen Spangen verziert waren.

#### Altar nach 1660
In den 1660er Jahren schuf Bildhauer Charles Philippe Dieussart für die Kirche ein neues Altarwerk. Das Altarwerk zeigte eine überhöhte Christusfigur und im Hauptfeld die in Alabaster gearbeitete Kreuzigungsszene. Altar und Inneneinrichtung wurden während des Stadtbrandes von 1709 zerstört.

#### Barockaltar

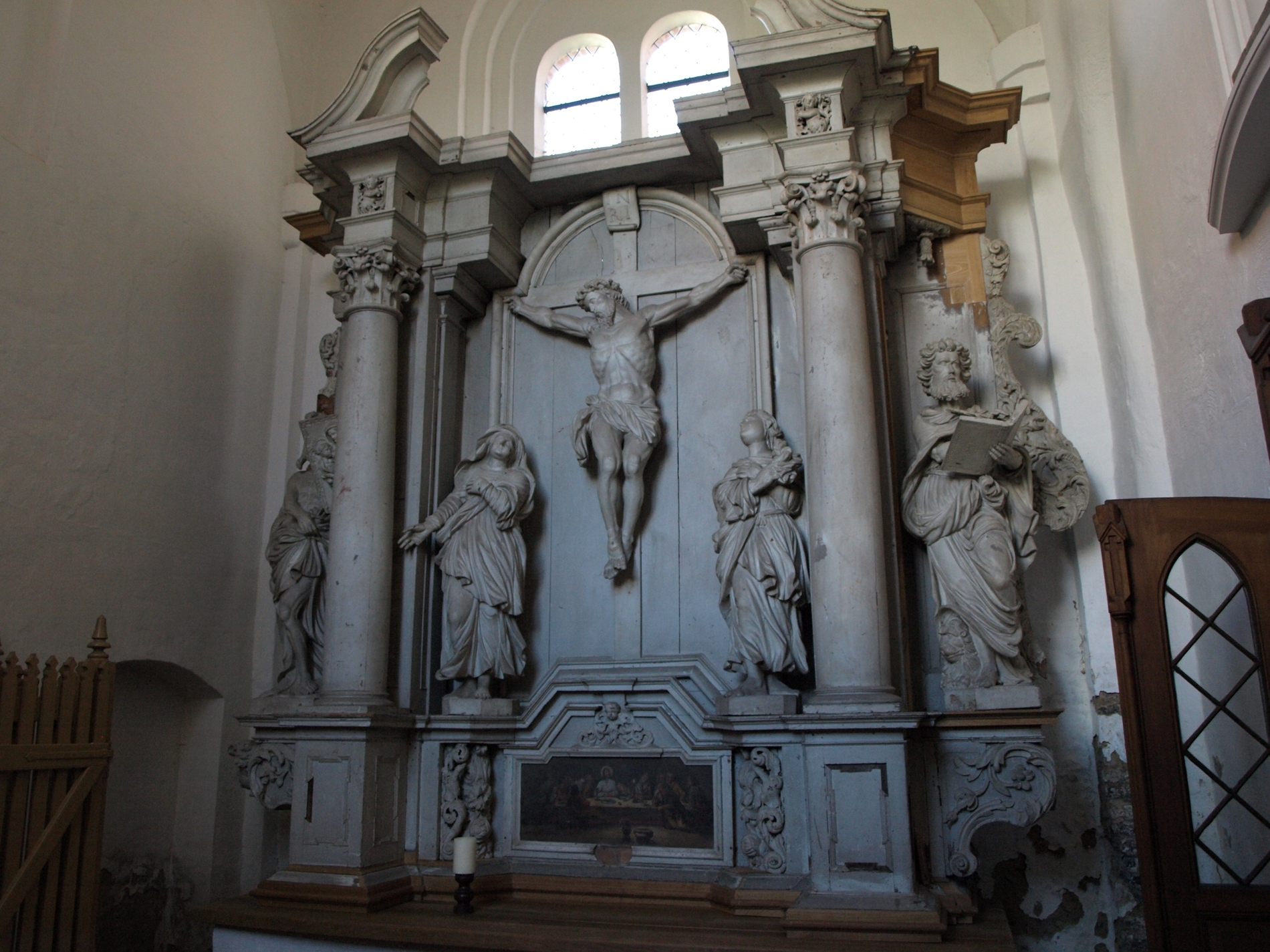
Hauptteil des Barockaltars aus dem 18. Jahrhundert.

Erhalten ist der hochbarocke Altaraufsatz aus dem Jahr 1718. Der Altar ist vollständig aus Eichenholz gefertigt und von hellgrauer Farbe. Im Hauptfeld zeigt er die kunstvoll ausgeführte Darstellung einer Kreuzigungsgruppe. Das Hauptfeld flankierend, die auf barocken Konsolen ruhenden lebensgroßen vier Evangelisten. Über den von korinthischen Säulen getragenen Gebälk, das mit Halbfiguren und Akanthusornament verziert ist, erhob sich die von Engelsfiguren flankierte Christusfigur als Triumphator.
Bemerkenswert die Predella, die mit der bildlichen Darstellung des letzten Abendmahls Jesu geschmückt ist und von volutierenden Akanthusornament flankiert wird. Bemerkenswert auch die beidseitig zu findenden Adler, als Symbol der Christi Himmelfahrt und Attribut des Evangelisten Johannes. Bekrönt wird die Rahmung des Bildes durch ein von Akanthusranken eingefassten Engelskopf. Ein weiterer Bestandteil des Altars zeigt die bildliche Darstellung der Grablegung Christi, welche derzeit unterhalb der Nordempore am Nordausgang abgestellt ist.
Im nördlichen Querschiff wird der nicht vollständig aufgebaute barocke Altaraufsatz als Ausstattung einer kleinen Taufkapelle genutzt, in der auch die neugotische Taufe von 1841 zu finden ist. Einige der lebensgroßen Altarfiguren werden innerhalb der Kirche ausgestellt.

#### Neogotischer Altar
Der heute von der Kirchengemeinde genutzte neogotische Altaraufsatz stammt aus den 1860er Jahren. Er wurde in der Werkstatt des bekannten Schweriner Tischlermeisters Johann Christiansen, der 1844/45 an der Ausführung des Kreuzigungsaltars im Schweriner Dom mitwirkte, gefertigt.
Im Altarblatt findet sich die Darstellung der Kreuzigung Christi mit biblischen Nebenfiguren. Das kunstvoll ausgeführte Bild ist das Werk des Schweriner Kunstmalers Theodor Fischer.
Das bekrönende Schnitzwerk des Altaraufsatzes orientiert sich an gotischen Architekturelementen wie dem Wimperg, der Kreuzblume und der Fiale. In den profilierten Flächen der Altarflügel findet sich zudem Schnitzwerk in Form der Maßwerkornamentik.

### Kanzel

#### Barockkanzel

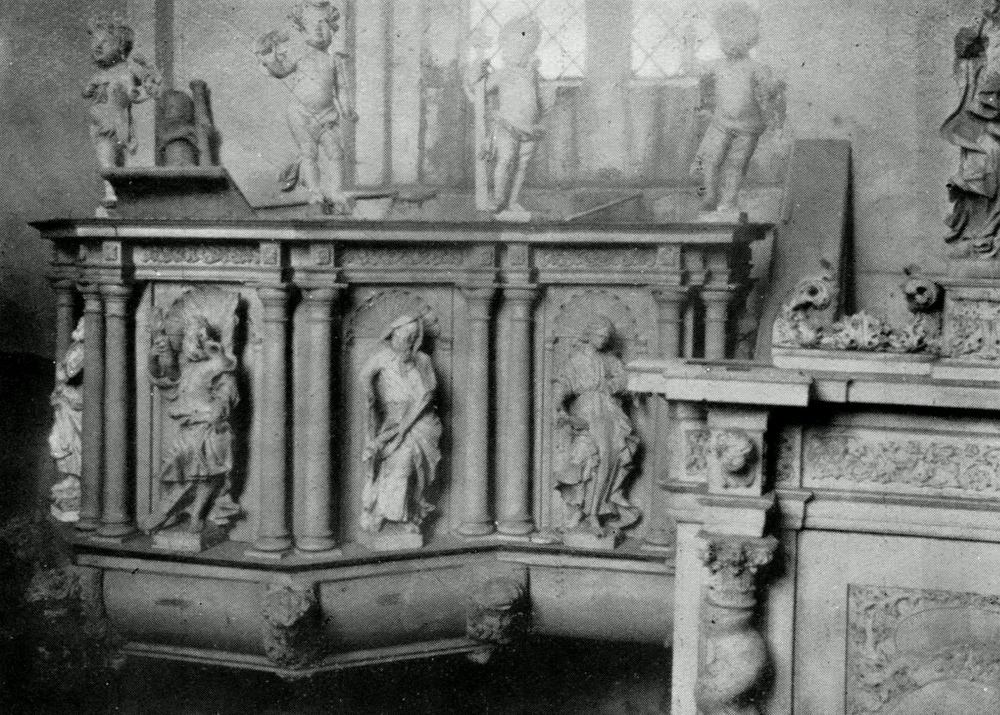
Barockkanzel, Zustand vor 1900

Erwähnenswert auch die erhaltene frühbarocke Kanzel, welche nach dem Stadtbrand des 18. Jahrhunderts von einer Hamburger Kirche gestiftet wurde. Die imposante polygonale Kanzel ruht auf einem massiven Sockel. Der Aufgang, das Türblatt und die Kanzel sind reich mit floralen Schnitzwerk geschmückt. Salomonische Säulen mit ionischen Kapitell flankieren die Tür zum Aufgang und tragen ein Gebälk. Dieses Gebälk ist wiederum reichhaltig mit Akanthusornamenten geschmückt und wird von Engelsfiguren bekrönt. Der Aufgang zur Kanzel und die Kanzel ist mit Muschelnischen versehen. In den Muschelnischen standen die fein gearbeiteten figürlichen Darstellungen der zwölf Apostel, die wiederum von dorischen Säulen flankiert wurden. Der obere Kanzelrand wurde hingegen von sechs Engelsfiguren geziert, die wie die Apostelfiguren heute nicht mehr vorhanden sind. Bemerkenswert auch die umlaufend angeordneten Engelsköpfe, die jeweils die Eckbereiche zieren.
Seit mehreren Jahrzehnten ist die barocke Kanzel im Anbau des Südeinganges abgestellt.

#### Neogotische Kanzel
Die heute vorhandene neogotische Kanzel stammt aus den 1860er Jahren und ist wie der Altaraufsatz das Werk des Tischlermeisters Johann Christiansen. Bemerkenswert der Kanzelhimmel, welcher reichhaltig mit Schnitzwerk verziert wurde.

### Kronleuchter und Leuchter

#### Kronleuchter

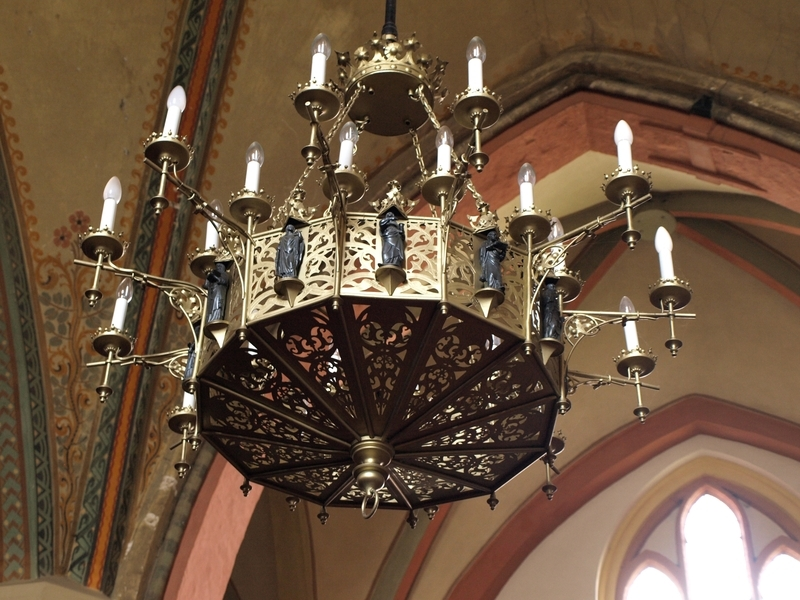
Neogotischer Kronleuchter von 1865

Bemerkenswert ist der neogotische Kronleuchter von 1865. Der mit schmuckvoll ausgebildeten Blatt- und Rankwerk versehene Kronleuchter hat die Form eines Zwölfecks und wurde aus hochpoliertem Messing gearbeitet. Aufgehängt ist der Leuchter an einer fein gearbeiteten Krone, an der wiederum die ins Kreuzgewölbe abgehende Aufhängung befestigt ist. Der Leuchter hat zwölf Arme, an denen jeweils zwei Lichtquellen versetzt angebracht sind, wodurch ein innerer und äußerer Lichterkranz gebildet wird. An jeder der zwölf Seiten ist einer der zwölf Apostel zu finden, welche man aus Elfenbein fertigte und dann schwarz einfärbte. Die Apostelfiguren ruhen auf kleinen Konsolen und werden von ebenso kleinen Baldachinen bekrönt. Unterhalb der Konsolen finden sich hingegen die mit den Apostelnamen versehenen fliegenden Bänder.

#### Leuchter
Erwähnenswert auch die bronzenen dreiflammigen Leuchter an den Hauptpfeilern. Außergewöhnlich ihr Aussehen, in Form eines Schlangenwesens mit stilisiertem Drachenkopf.

### Inventarübersicht

#### Antependium von 1682
Bemerkenswert das prachtvoll gestickte Antependium, mit der Darstellung eines achtteiligen Bilderzyklus. Dargestellt sind oben Boas und Ruth, Tobias mit dem Engel, Jakob am Brunnen, Christus und die Samariterin, darunter der Bund zwischen David und Jonathan, der Anschlag der Brüder gegen Josef, Jakob ringend mit dem Engel des Herrn und den Zyklus abschließend die Taufe Christi im Jordan. Der mit Gold- und Silberfäden auf Seide gestickte Bilderzyklus wurde auf dunkelgrünem Grundtuch ausgeführt.
Die kunstvolle Handarbeit trägt auf der Rückseite eine aus dem Jahr 1682 stammende Stiftungswidmung.

#### Altarleuchter von 1711
Bemerkenswert auch die beiden hohen Bronzeleuchter von 1711, welche aus dem Bronze zweier älterer Altarleuchter von 1650 gegossen wurden. Die aus dem Jahr 1650 stammenden Leuchter waren eine Stiftung der Boizenburger Steuerleute und Schifferknechte. Vermutlich waren die alten Altarleuchter während der Feuersbrunst vom 16. Oktober 1709 schwer beschädigt worden, so dass man sie daher einschmelzen ließ.
Die formschön profilierten Balusterschäfte der Altarleuchter werden jeweils von drei feinbearbeitenden Löwenfiguren getragen.

#### Vasa Sacra
1898 besaß die St.-Marien-Kirche zu Boizenburg an sakralen Gerätschaften:
- einen silbervergoldeten Abendmahlskelch, im gotischen Stil, am Knauf die Gravur „IhHSVS“, am Fuße des Kelches ein aufgelötetes Kruzifix.
- einen silbernen Kelch von 1870, welcher der Fertigung des Schweriner Hofjuweliers H. Rose entstammte.
- eine Silberpatene mit Meisterzeichen des Schweriner Goldschmiedes Martin Mumm[71].
- eine runde silberne Oblatendose aus der Fertigung eines Hamburger Silberschmiedes, Geschenk des Elbzollverwalters Johann Christian Lindener.
- eine aus Silber gefertigte rechteckige Oblatendose, die von eingravierten floralen Ornamenten geziert wurde, Geschenk des Pastors Hermann Berndes aus dem Jahr 1639.[72]
- silbernes Krankengerät, entstammte der Fertigung des Schweriner Goldschmiedes Friedrich Fick[73].
- eine silberne Weinkanne aus dem Jahr 1816, gefertigt von Goldschmied Friedrich Fick.

## Orgel

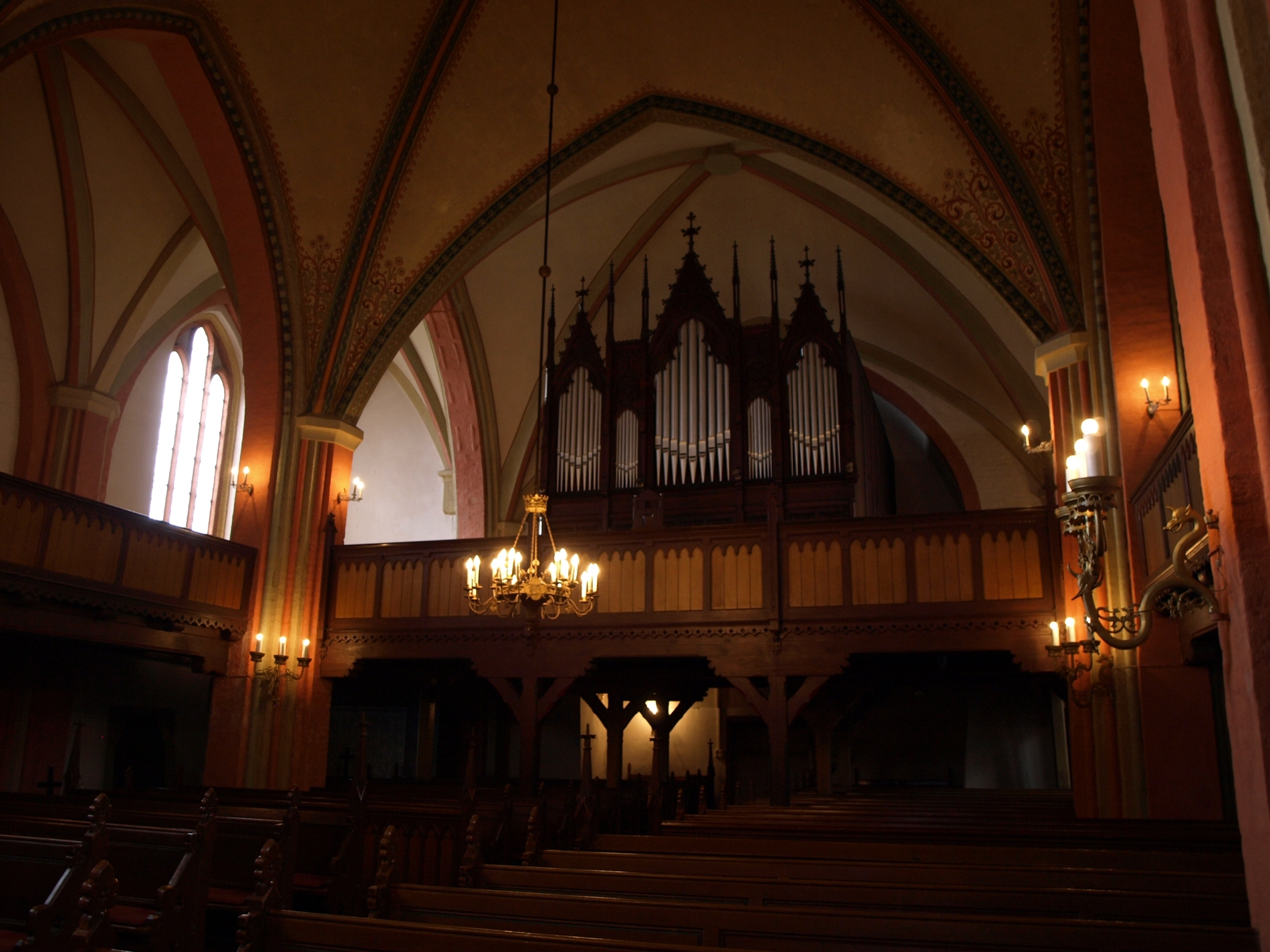
Friese (III.) Orgel auf der Westempore.

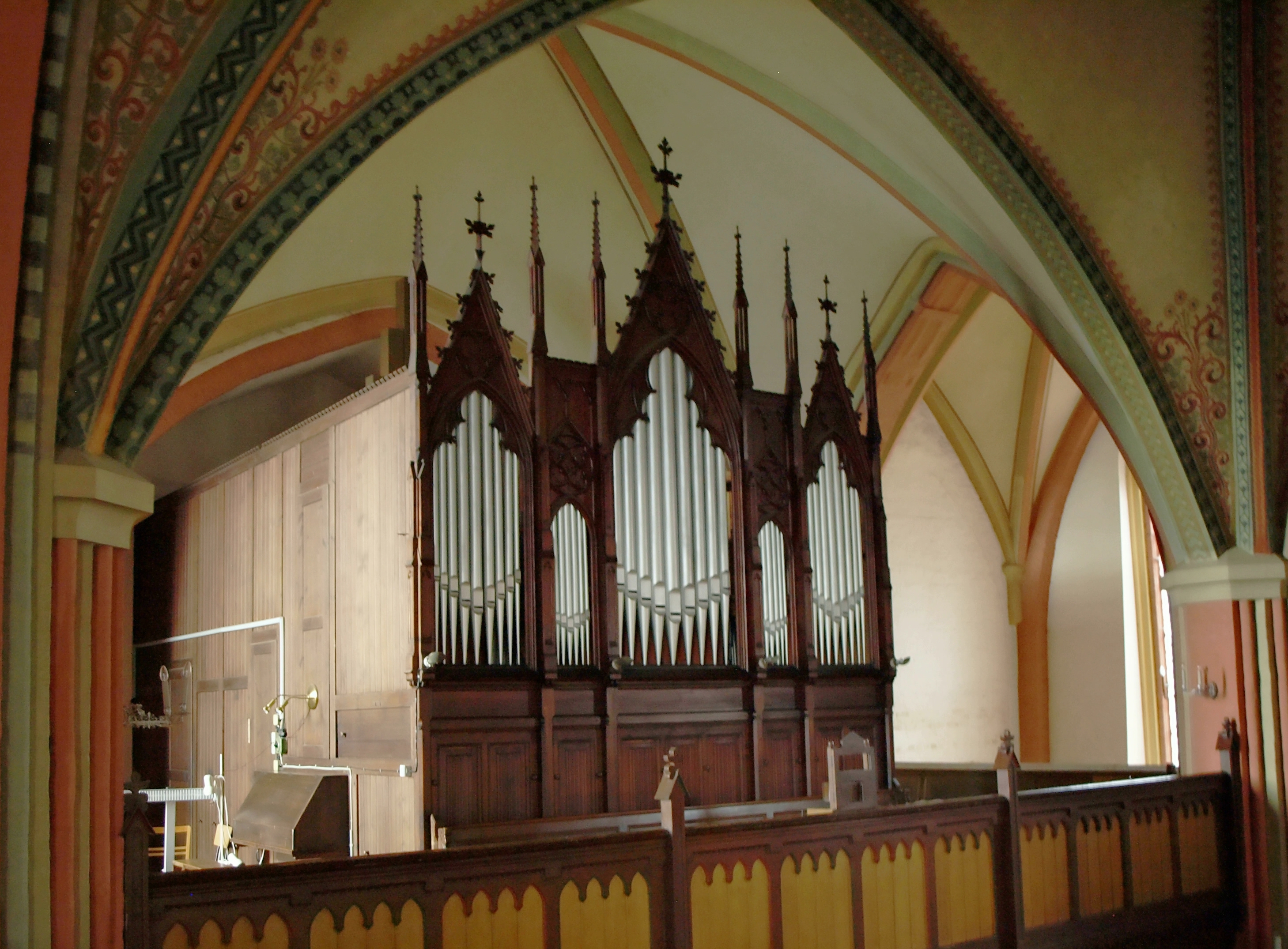
Friese (III.) Orgel (II/P/19).

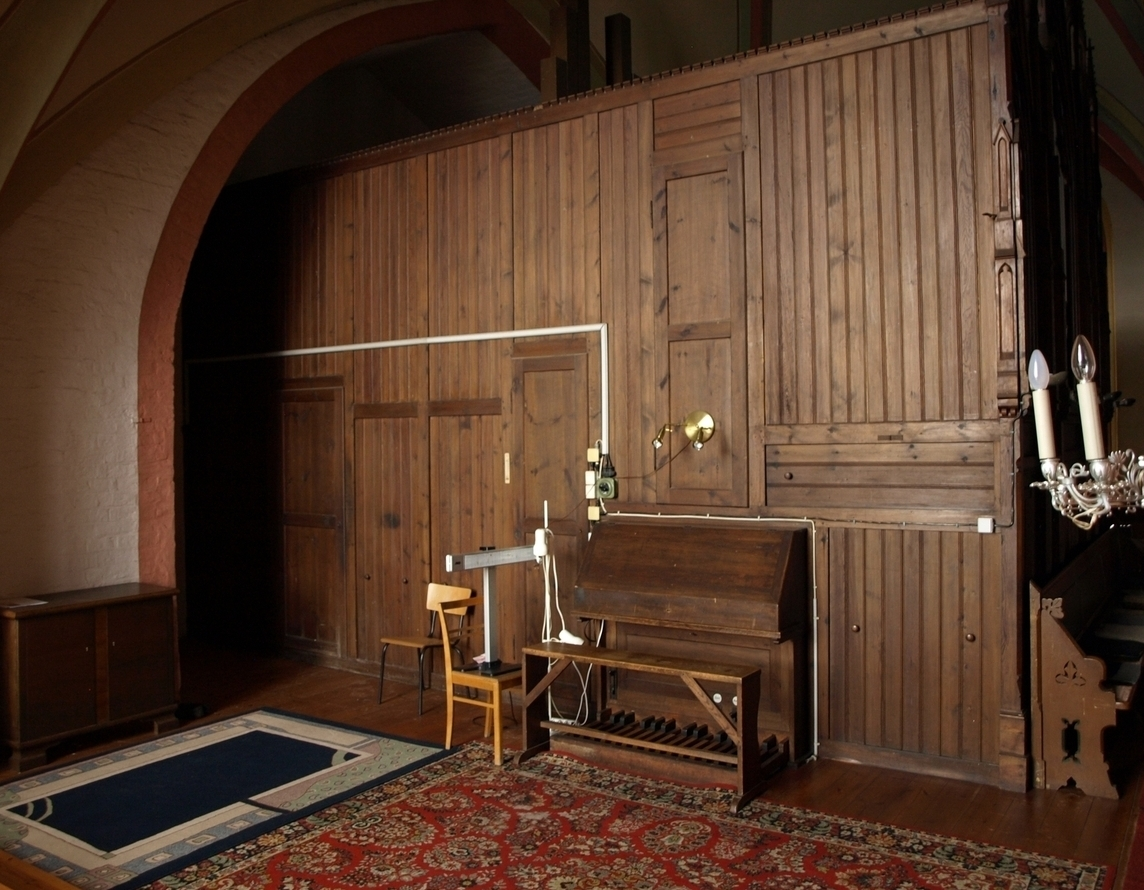
Spieltisch der Friese (III.) Orgel

Der Wismarer Orgelbauer Henning Kröger baute in den 1620er Jahren für die Boizenburger Kirche eine große Orgel. Die Orgel wurde im Verlauf des Dreißigjährigen Krieges beschädigt und 1627 zerstört.
Eine neue Orgel wurde erst im Jahr 1677 eingebaut. Sie wurde während des Stadtbrandes im Jahr 1709 zerstört.
1785 wurde bei Orgelbauer Johann Georg Stein aus Lüneburg der Orgelbau für die Boizenburger Kirche in Auftrag gegeben. Der Einbau erfolgte durch den Sohn Johann Georg Stein den Jüngeren, der nach dem Tod seines Vaters den Auftrag für die Marienkirche Boizenburg übernahm. 1788 fand die feierliche Einweihung der Orgel statt.
1849 wurde wiederum ein Auftrag für einen Orgelbau erteilt. Carl August Buchholz, ein herausragender Orgelbauer, und dessen Sohn Carl Friedrich Buchholz erhielten diesen Auftrag. Der dann auch mit dem Einbau der neuen Orgel (II/14) vollendet wurde.
Die heute vorhandene Orgel (II/P/19) mit mechanischer Traktur, die ihren Platz auf der Westempore hat, wurde von Orgelbauer Friedrich Friese III im Jahr 1892 erbaut. Die vorhandenen Orgelwerke stehen in C und Cis Aufstellung. Das Orgelwerk 2 befindet sich in einem Schwellkasten, den man mittels einrastender Fußbetätigung in Auf- oder Zu-Stellung bringt. Die Balganlage wurde hinter der Pedalwindlade platziert. Der Platz des Organisten bzw. dessen Spieltisch befindet sich auf der linken Seite.
Der Orgelprospekt wurde im neugotischen Stil gefertigt, dem Stil der Inneneinrichtung folgend. Die giebelartige Bekrönung wird an den Schrägen von Schmuckelementen und am Gipfel mit Kreuzblumen verziert, flankiert von Fialen.
Die Orgel wurde 1994 vom Orgelbauer Wolfgang Nußbücker restauriert und wird seither bespielt. Um den Erhalt der Friese III. Orgel bemüht sich ein Freundeskreis der Kirchengemeinde. Das historische Orgelinstrument wurde im Jahr 2018 einer umfangreichen Restaurierung unterzogen. Die Ausführung der Arbeiten übernahm der Lübecker Orgelbaumeister Reinalt Johannes Klein.
Seit 2019 wird die Friese Orgel von Kantor Jan Oliver Jörgens bespielt.

### Disposition Friese (III.) Orgel
| I Manual C–f3 |       |
| Bordun        | 16′   |
| Principal     | 8′    |
| Gambe         | 8′    |
| Flöte         | 8′    |
| Octave        | 4′    |
| Flöte         | 4′    |
| Octave        | 2′    |
| Mixtur 3f.    | 2 ⁄3′ |
| Trompete      | 8′    |

| II Manual C–f3   |    |
| lieblich Gedackt | 8′ |
| Salicional       | 8′ |
| Zartflöte        | 8′ |
| Flöte            | 4′ |

| Pedal C–d1    |     |
| Principalbass | 16′ |
| Subbass       | 16′ |
| Octavbass     | 8′  |
| Cello         | 8′  |
| Posaune       | 16′ |

- Koppeln: Manualkoppel II/I, Pedalkoppel I/P

## Glocken

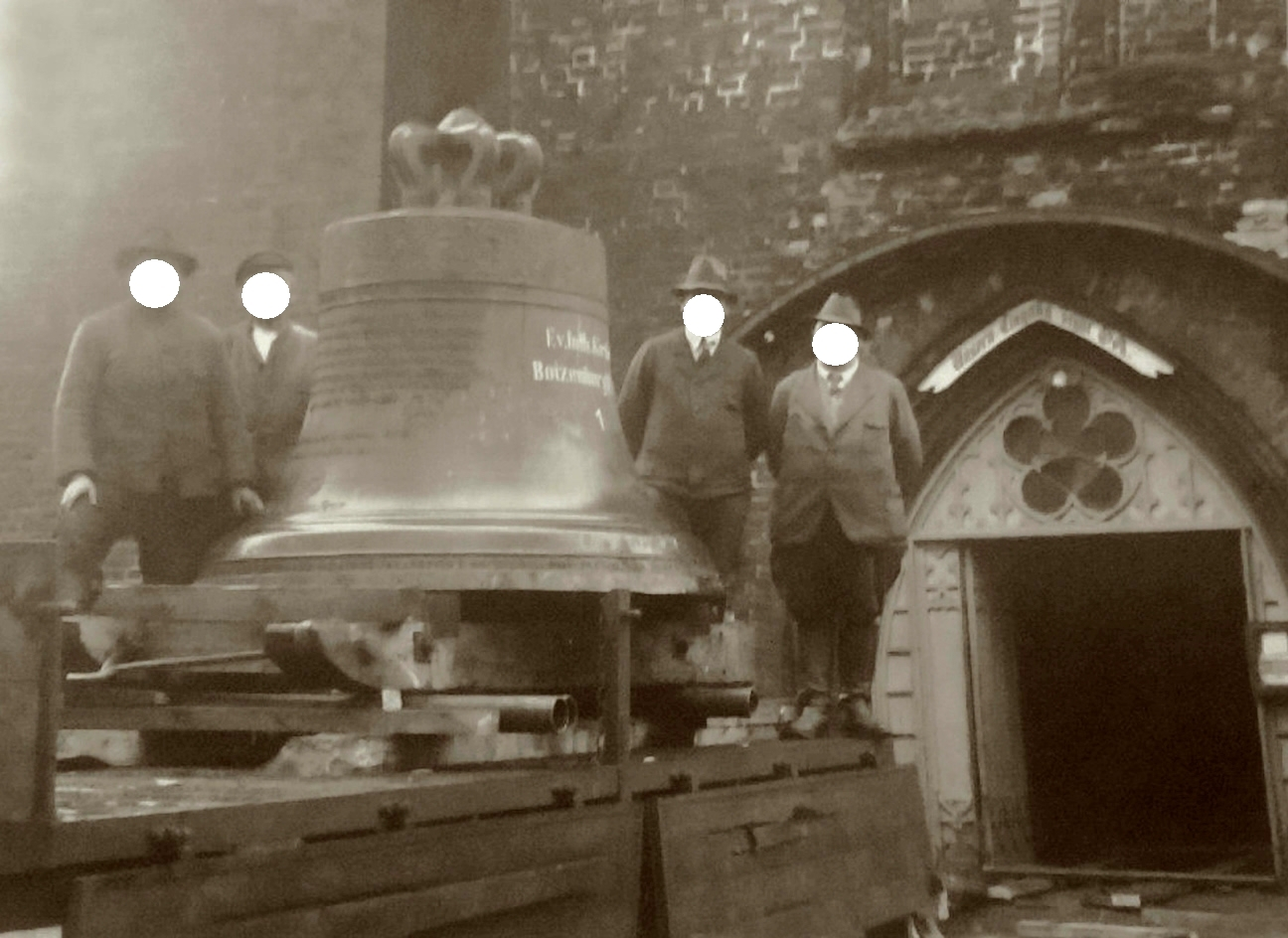
Abholung im Rahmen der „Metallspende des deutschen Volkes“ im Jahr 1942. Die größte Bronze-Glocke, die ein Gewicht von 3.250 kg hatte, wurde zu einem der Sammelpunkte transportiert und dort zum Einschmelzen vorgehalten.

Die aus dem Mittelalter stammenden Bronzeglocken sind nicht erhalten. Sie waren infolge des Stadtbrandes vom 15./16. Oktober 1709 herabgestürzt und in der Hitze des Feuers geschmolzen.
Im Dezember 1710 goss Wanderglockengießer Caspar Heinrich Castehl (1670–nach 1714) in Boizenburg vier neue Glocken. Da die Kirche jedoch mit fünf Glocken ausgestattet werden sollte, kehrte er im darauffolgenden Jahr noch einmal in die Stadt zurück und goss eine weitere Glocke. Im Zuge dessen erledigte Castehl noch weitere Aufträge, die den Guss der Boizenburger Rathausglocke und den einer Glocke für die Maria-Magdalenen-Kirche in Lauenburg umfassten.
Die Glocken der St.-Marien-Kirche waren von stattlicher Größe. So hatten die drei großen Glocken einen Durchmesser von 1,75 Meter, 1,45 Meter und 0,95 Meter, während die zwei kleineren Glocken 0,75 Meter und 0,65 Meter maßen. Alle diese Glocken trugen neben dem Gießersignum auch Umschriften und Verse, die Bezug auf den Stadtbrand vom Oktober 1709 und die Regentschaft des Herzoges Friedrich Wilhelm nahmen.
Vier der Glocken fielen 1942 der „Metallspende des deutschen Volkes“ zum Opfer. 1960 wurden daher in Apolda zwei neue Stahlglocken gegossen. Sie wurden nach ihrer Anlieferung über das große Ostportal in den Turm verbracht und von dort aus über vorbereitete Öffnungen in den Glockenstuhl gehoben.
Der Turm beherbergt heute drei Glocken, eine Bronzeglocke von 1710 (⌀ 0,95 Meter), die nicht mehr geläutet wird, und die beiden Stahlglocken von 1960.

### Glocke von 1710

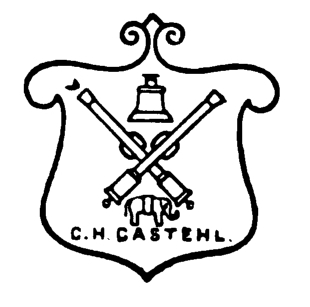
Gießerwappen

- Krone: ebene Kronenplatte mit sechs abgekanteten Bügeln, gekehlte Stufe zur ebenen Haube, Obersatz geradlinig, Untersatz zum abgeschrägten Schlag ausschwingend[82]
- Schulter: Zwei Stege, die ein Inschriftenband begrenzen, darunter Akanthusrankenfries, darüber Akanthusblattfries
- Flanke: Wappen des Herzogs von Mecklenburg-Schwerin, gegenüberliegend über dem Wolm das Gießerwappen
- Wolm: profiliert
- Schlag: ein Steg, leeres Band begrenzt die Verstärkung
- Inschriften
  - Schulter: BOITZENBURG • ANNO • 1710 • M(ense) • D(e)C(em)BR(is), in Antiquaschrift
  - Flanke: unterhalb des herzoglichen Wappens, V(on). G(ottes). G(naden). Friderich Wilhelm • H(erzog) • Z(u) • M(ecklenburg); gegenüber Es werd mein stattliches Ehrengeleut / Nimmer mehr wieder der Flammen zur beut, in Fraktur; unterhalb des Gießerwappens, C H CASTEEL FECIT, in Antiquaschrift

### Gedruckte Quellen
- Mecklenburgisches Urkundenbuch (MUB)
- Mecklenburgische Jahrbücher (MJB)

### Ungedruckte Quellen
- Landeskirchliches Archiv Schwerin (LKAS)
  - OKR, Pfarrarchiv Boizenburg: Bauzeichnungen und Pläne kirchlicher Gebäude, Aktengruppe 023. Boizenburg
- Landeshauptarchiv Schwerin (LHAS)
  - LHAS Bestand: 2.21-1 Geheimes Staatsministerium und Regierung (1748/56–1849), Kirche Boizenburg